# Echelus
Genre
Echelus est un genre de poissons téléostéens serpentiformes.

## Liste des espèces
- Echelus myrus (Linnaeus, 1758)
- Echelus pachyrhynchus (Vaillant, 1888)
- Echelus uropterus (Temminck and Schlegel, 1846)